# Por siempre Joan Sebastian
Por siempre Joan Sebastian, el poeta del pueblo é uma minissérie produzida por Carla Estrada para a Televisa. É baseada na vida do cantor falecido Joan Sebastián. Foi exibida no México pelo Las Estrellas entre 1 de agosto a 21 de agosto de 2016 substituindo El hotel de los secretos e sendo substituída por Mujeres de negro. É protagonizada por José Manuel Figueroa, filho do cantor, que interpreta o próprio pai na minissérie. O outro filho do cantor, Julian Figueroa, o interpretou em outra fase de sua vida.
Foi reprisada por seu canal original, de 1 de fevereiro a 28 de março de 2020, com exibição aos sábados às 21h.[carece de fontes?]

## Sinopse
A história de Joan Sebastian inicia no início da década de 1950 no pequeno povoado de Juliantla, pertencente ao município do Taxco no estado de Guerrero. Joan é segundo filho de uma família numerosa de camponeses, pelo que José Manuel tem que trabalhar duro desde criança para ajudar no sustento de sua família.
Faz de tudo para sobreviver: vende geléias nas ruas, engraxa sapatos, semeia a terra, distribui leite e atende várias escolas e internados devido a falta de dinheiro.
Sendo um adolescente, Joan ingressa no seminário onde descobre que sua verdadeira vocação é a música e a composição. Ali sofre sua primeira decepção amorosa e decide abandonar definitivamente a carreira sacerdotal.
Joan se vê obrigado a aceitar um trabalho o mantimento de um centro vocacional no estado de Morelos, onde conhece a famosa cantora Ángela Martina quem se torna em seu primeiro impulso para entrar no mundo da música. O jovem Figueroa atinge até gravar seu primeiro disco que o leva a tentar a sorte nos Estados Unidos para chegar finalmente a cidade de Chicago, onde começa a cantar.
Se apaixona por Leticia González, se casa com ela, tem três filhos e muda seu nome para Joan Sebastian. Em Chicago conhece a uma mulher com a que tem um romance fora do casamento, Marisa Yáñez, viúva de um compositor importante no México.
Joan retorna ao seu país para começar sua história de triunfos mas também para viver a deterioração de sua relação com Leticia, de quem separa-se quando atravessa em sua vida Marylupe.
Sua vida adulta e de exito se vê marcada por uma segunda relação em sua vida com a atriz e também cantora Maricruz, com quem tem um filho de nome Julián. Com Maricruz vive sua primeira experiência como ator de televisão, ao encarnar o personagem de Jonás na telenovela "Tu y yo". Aí conhece a jovem e atriz principiante Ivette Morán, que vai ser o elemento chave para destruir seu segundo casamento.
No ano 2000, Joan Sebastian recebe o diagnóstico de câncer nos ossos e sua vida dá um novo giro. Deixa por vontade própria o hospital onde é diagnosticado, e segue trabalhando.
Um ano depois sofre sua primeira grave crise de saúde, o que o faz cair em um coma do que saí diante para iniciar duas novas relações emocionais, uma com Maika Jiménez e outra com Celina Esparza.
Em 2006 a desgraça chega a casa de Joan Sebastian quando seu filho Rodrigo, de apenas 27 anos, é assassinado em um de seus shows no Texas. Quando Joan Sebastian se converte já em emblema da luta contra o câncer a tragédia volta a bater-lhe a porta e seu segundo filho, Adrián, é assassinado em Cuernavaca.
Joan tem que fazer um esforço supremo para sobreviver a perda, mas ainda assim consegue reconhecimentos internacionais e nacionais que o tornam em um dos compositores e interpretes mais premiados na história da música nacional.
Em julho de 2015, após uma grande luta contra o câncer, Joan Sebastian falece em seu rancho de Teacalco, Guerrero aos 64 anos de idade.

## Elenco
| Ator/Atriz             | Personagem                      |
| ---------------------- | ------------------------------- |
| José Manuel Figueroa   | Joan Sebastian (Adulto)         |
| Livia Brito            | Maribel Guardia                 |
| Julián Figueroa        | Joan Sebastian (Jovem)          |
| Ernesto D'Alessio      | José Miguel Figueroa            |
| Mike Biaggio           | Enrico Figueroa                 |
| Irán Castillo          | Celina Esparza                  |
| Arcelia Ramírez        | Leticia "Lety"                  |
| Alejandra Ambrosi      | Mayka Jiménez                   |
| Lumi Cavazos           | Celia                           |
| Diego de Erice         | Adrián Figueroa                 |
| Juan Pablo Gil         | Rodrigo Figueroa                |
| Martín Altomaro        | Dionisio                        |
| Zaide Silvia Gutiérrez | Mãe de Joan                     |
| Adalberto Parra        | Don Mario Figueroa              |
| Alejandra Robles Gil   | Andrea Figueroa                 |
| Ximena Martínez        | Marcela Figueroa                |
| Paty Díaz              | Ofelia de Figueroa              |
| Viviana Serna          | Nora                            |
| Jessica Decote         | Ivette Morán                    |
| Darío Ripoll           | Chucho Rendón                   |
| José Angel Bichir      | Juan Román                      |
| Raquel Garza           | Mãe de Mayka                    |
| Thelma Dorantes        | Chabela                         |
| Xorge Noble            | Don Cándido                     |
| Mario Iván Martínez    | Médico                          |
| Palmeira Cruz          | Mary Lupe                       |
| Ana Laura Gallardo     | Ana Lucía Figueroa              |
| Abril Rivera           | Leticia "Lety" González (Jovem) |